# Best (album Rogera Taylora)
Best – wydany w 2014 w USA album kompilacyjny, zawierający wybór solowych piosenek perkusisty grupy Queen, Rogera Taylora. Znalazły się na nim utwory z wszystkich albumów muzyka od Fun in Space po Fun on Earth, a także utwory wyłącznie z singli, niewydane na płytach.

## Lista utworów
1. "Future Management (You Don't Need Nobody Else)"
2. "I Wanna Testify"
3. "Let's Get Crazy"
4. "Magic Is Loose"
5. "Strange Frontier"
6. "Man On Fire"
7. "Beautiful Dreams"
8. "Nazis 1994"
9. "Foreign Sand" (z Yoshiki)
10. "Everybody Hurts Sometime"
11. "Happiness"
12. "Surrender"
13. "Where Are You Now?"
14. "A Nation of Haircuts"
15. "Tonight"
16. "No More Fun"
17. "The Unblinking Eye (Everything Is Broken)" (wersja z singla)
18. "Sunny Day"